# Ключът
Вижте пояснителната страница за други значения на Ключът.
„Ключът“ е българска телевизионна новела (късометражен, комедия, психологическа драма) от 2003 година на режисьора Андрей Алтъпармаков, по сценарий на Калин Илиев. Оператор е Мартин Димитров. Музиката във филма е композирана от Асен Драгнев, а художник Михаил Гецов. Филмът е част от поредицата на БНТ Любовта – начин на употреба.

## Сюжет
Двама самотници търсят късмета си чрез Интернет клуб за запознанства. Определят си среща в ресторант. Той пристига пръв, старомодно изтупан и доста притеснен. Тя с влизането си прави скандал, а дрехите ѝ са съвсем ежедневни. Тя е нахакана журналистка, а той - психолог, свикнал за всичко да слуша майка си. Разговорът върви мъчително до момента, когато той получава бележка от мама, в която тя му стиска палци и му изпраща ключ от вкъщи. Дамата си тръгва ядосана, погрешно изтълкувала бележката и ключа. След три месеца... повторен опит. Първо пристига тя - безукорно елегантна и видимо притеснена. След малко влетява той - с каубойски дрехи, сякаш току-що е вързал коня си отвън. Засипва я с порой от приказки, които съвсем я шашардисват. Пълен провал. И на път към дома, дамата неочаквано среща своята половинка - раздавачът, който всеки ден ѝ носи пощата и на когото тя никога не отключва. Ключът май е намерен.

## Актьорски състав
| Изпълнител          | Роля                                |
| ------------------- | ----------------------------------- |
| Параскева Джукелова | самотната                           |
| Димитър Кузев       | самоникът                           |
| Стойо Марков        | пощальонът / продавачът на вестници |
| Данчо Карачевиев    | менажера в ресторанта               |
| Катя Петрова        | майката                             |